# Fjärde internationalen
Fjärde Internationalen (FI) är en internationell samarbetsorganisation för trotskistiska organisationer i olika länder. Fjärde internationalen grundades av Lev Trotskij och andra kommunister 1938 efter att dessa lämnat den tredje internationalen (Komintern) som styrdes av Sovjetunionens kommunistiska parti under Josef Stalin. Fjärde Internationalen har idag medlemsorganisationer i ett femtiotal länder, med de största organisationerna i Frankrike, Sri Lanka och Filippinerna. Socialistisk Politik är Fjärde internationalens sektion i Sverige.